# طراحی عمر ایمن
در طراحی عمر ایمن، محصولات در یک عمر طراحی مشخص از سرویس خارج می‌شوند.
عمر ایمن برای هواپیماهای فلزی، جایی که اجزای بدنه آنها در طول عمر هواپیما تحت بارهای متناوب مستعد خستگی می‌شوند، حائز اهمیت می باشند. در قطعات خاص مانند بال یا دم، شکست سازه در پرواز فاجعه بار خواهد بود.
روش طراحی عمر ایمن در سیستم‌های بحرانی جایی که محدودیت تعمیر وجود دارد یا شکست باعث ایجاد خسارت شدید به جان و مال می‌شود، مورد استفاده قرار می‌گیرد. این سیستم‌ها به گونه ای طراحی شده‌اند که سالها بدون نیاز به تعمیر به کار خود ادامه دهند.
نقطه ضعف فلسفه طراحی عمر ایمن فرضیات اساسی است که می‌بایست در بارگذاری متناوب هواپیما اتخاذ نمود، ازاینرو اگر این فرضیات نادرست باشند، ممکن است ترک‌ها قبل از خارج شدن قطعه از سرویس شروع شوند. برای مقابله با این نقطه ضعف، فلسفه‌های طراحی جایگزین مانند شکست ایمن و طراحی تحمل خرابی توسعه داده شده‌اند.

## صنعت خودروسازی
یکی از راه‌های رویکرد عمر ایمن شبیه‌سازی و پیش‌بینی چقرمگی مکانیزم‌ها در صنعت خودرو است. این رویکرد، در اواسط دهه ۱۸۰۰ هنگامی که بارگذاری‌های تکرار شونده در سازه‌های مکانیکی با ظهور موتور بخار شدت گرفت، بنا نهاده شد (Oja 2013). به گفته مایکل اوجا، "مهندسان و دانشگاهیان شروع به درک تأثیر تنش سیکلی (یا کرنش) بر عمر یک مؤلفه کردند. منحنی مرتبط با سطح تنش سیکلی (S) بر حسب لگاریتم تعداد سیکل‌های شکست (N) توسعه داده شد (Oja 2013). منحنی S-N یک رابطه اساسی در طراحی بر پایه عمر ایمن می‌باشد. این منحنی به بسیاری از شرایط، از جمله نسبت حداکثر بار به حداقل بار (نسبت R)، نوع ماده مورد بررسی و ترتیب اعمال تنش‌های سیکلی (یا کرنش)، وابسته می‌باشد. امروزه، این منحنی با انجام آزمایش تجربی در سطوح مختلف بارگذاری سیکلی، و تعیین تعداد سیکل‌های شکست، هنوز هم دارای اهمبت می‌باشد. مایکل اوجا اظهار داشت: "باعث تعجب نیست که با کاهش بار، عمر نمونه افزایش می‌یابد" (Oja 2013). چالش‌های آزمایشی در محدودیت عملی به دلیل محدودیت فرکانس دستگاه‌های تست هیدرولیک می باشد. سطح باری که در آن عمر پر-چرخه اتفاق می‌افتد به عنوان مقدار خستگی مواد شناخته شده‌ است (Oja 2013).

## سازهبالگرد
فلسفه طراحی عمر ایمن برای کلیه سازه‌های بالگرد مورد استفاده قرار می‌گیرد. در نسل فعلی هلیکوپترهای نظامی مانند UH-60 Black Hawk، مواد کامپوزیتی ۱۷ درصد از وزن سازه و روتور (رددیک) را تشکیل می‌دهند. هارولد ردیک اظهار داشت: "با پیدایش پروژه‌های عمده تحقیق و توسعه سازه‌های کامپوزیتی در هلیکوپتر، مانند برنامه سازه‌های پیشرفته کامپوزیت (ACAP)، و پروژه روش‌های ساخت و تکنولوژی (MM&T)، مانند برنامه پره کامپوزیت کم هزینه UH-60، تخمین زده می‌شود که در طی چند سال مواد کامپوزیتی در بیش از ۸۰٪ از اجزا بدنه و وزن روتور هلیکوپتر، در یک برنامه تولیدی، قابل کاربرد باشند. ”(رددیک). همراه با ییاده سازی این برنامه، لازم است که معیارهای طراحی دقیق برای سازه‌های کامپوزیتی دارای عمر پر-چرخه به منظور صرفه اقتصادی و تحمل خرابی مناسب برای ایمنی پرواز، صنعتی ‌شوند. معیارهای عمر ایمن و تحمل خرابی قابل اعمال برای اجزای مهم پروازی هلیکوپتر (ردیک) می‌باشند.

## استناد
1. ↑  Reddick, Harold. "Safe-Life and Damage-Tolerant Design Approaches for Helicopter Structures" (PDF). NASA. Retrieved June 11, 2019.